# 共和国参议院 (墨西哥)
共和国参议院（西班牙語：Senado de la República）是墨西哥两院制国会的上院。在经过1990年代的一系列改革后，目前有128席组成。

## 选举
参议员任期六年，1917年至2015年法律禁止议员连任。2014年修改憲法後容許參議員連任一次（十二年）。参议院128个席位由不分区议员以及分区直选议员组成。议员与总统的选举日期与任期一致。